# نشوة (فلم)
نشوة (بالإنجليزية: Trance) هو فيلم جريمة أُصدر في المملكة المتحدة سنة 2013. الفيلم من إخراج داني بويل.

## طاقم التمثيل
- جيمس مكافوي
- روزاريو دوسن
- فينسنت كاسل
- داني ساباني
- تيبانس ماديلتون
- سيمون كينز

## الميزانية والإيرادات
بلغت تكلفة إنتاج الفيلم حوالي 20 مليون دولار بينما حقق أرباحاً تقدر بـ 22,068,964 دولار.

## وصلات خارجية
- الموقع الرسمي
- مقالات تستعمل روابط فنية بلا صلة مع ويكي بيانات